# Batalha de Tomaszów Lubelski
A Batalha de Tomaszow Lubelski foi disputada entre as forças da Alemanha Nazista e as forças polonesas, entre 17 de setembro e 20 de setembro de 1939. Foi a segunda maior batalha da campanha alemã na Polônia durante a Segunda Guerra Mundial, resultando numa vitória alemã e num avanço ainda maior das tropas em direção da capital polonesa, Varsóvia.